# サイエンティフィック・アトランタ
サイエンティフィック・アトランタ（Scientific Atlanta, Inc.）はアメリカジョージア州アトランタ近郊に本社を置くシスコシステムズの傘下企業。

## 概要
- 1952年創設。アメリカでのケーブルテレビ向けセットトップボックスや映像伝送技術を提供する最大手である。
- 略称はSA社。
- 関連企業には、MI Technologies社があり1997年に分離独立した会社である。MI Technologies社は、サイエンティフィック・アトランタ社創業時のコアビジネスであったアンテナ計測事業部門を分離独立させたものである。
- 日本でのサイエンティフィック・アトランタ社製品は、ケーブルテレビのホームターミナルやケーブルモデムが使用されている。

## 代表製品

### Model 8601/8611
- アナログホームターミナル。
- 外部映像出力：RCA TV 出力（1系統）VTR出力（1系統）。
- 外部音声出力：アナログステレオRCA（2系統）。
- AV端子の無いテレビやVTRとの接続可能。
- 外部電源出力（1系統）連動/非連動の切り替え式。
- 8601 アンテナ出力は、UV出力.UHF出力.分配出力の為アンテナ出力に地上デジタルテレビを接続しても見ることが出来る。
- 8611 アンテナ出力は、UHF出力.分配出力の為アンテナ出力に地上デジタルテレビを接続しても見ることが出来る。UHFチャンネルは背面切り替え式（13ch.14ch.15ch.16ch）。
- 寸法：幅26.0cm×奥行き22.2cm×高さ6.5cm 重量 2.5kg

### Explorer 8200HDJ/8200SDJ
- セットトップボックス。
- デジタル放送・アナログ放送両方に対応。
- 外部映像出力：RCA（2系統）、S1/S2（1系統）、D端子D1～D4（1系統、8200HDJのみ）。
- 外部音声出力：アナログステレオRCA（2系統）、光デジタル（1系統、8200HDJのみ）。
- 電話モデム：1系統
- USB端子：1
- C-CASカードスロットは背面にある（8200HDJのみ）。
- 消費電力：28W（操作時）/17W（待機時）
- 寸法：幅30.5cm×奥行き22cm×高さ7cm
- 重量：2.2kg

### DPC2100
- ケーブルモデム
- DPX2100をバージョンアップしたDPC2100は、壁掛けも可能なコンパクトデザインながらブラウザベースのセットアップやトラブルシューティング管理機能を持つ。